# Santuario della Verna

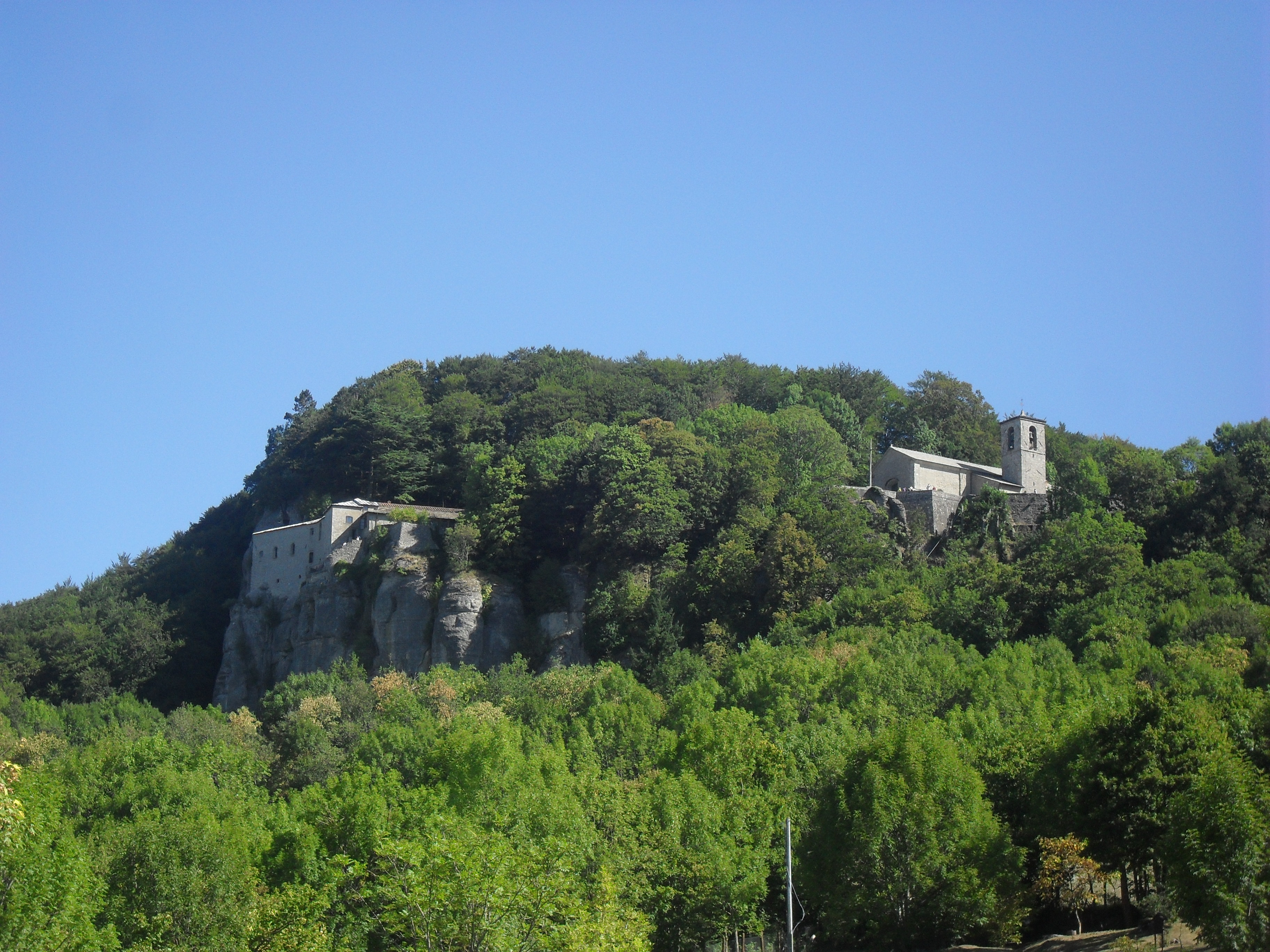
Il santuario e il monte Penna visti da Beccia, frazione del comune di Chiusi della Verna

Il santuario francescano della Verna, situato a pochi chilometri da Chiusi della Verna, in provincia di Arezzo e diocesi di Arezzo-Cortona-Sansepolcro, all'interno del parco nazionale delle Foreste Casentinesi, Monte Falterona e Campigna, è uno dei più famosi conventi del Casentino e uno dei luoghi più rilevanti del francescanesimo, famoso per essere il luogo in cui san Francesco d'Assisi avrebbe ricevuto le stigmate il 17 settembre 1224. Costruito nella parte meridionale del monte Penna a 1128 metri di altezza, il santuario – destinazione di numerosi pellegrini – ospita numerose cappelle e luoghi di preghiera e raccoglimento.

## Origine del nome
Come indica il suo stesso nome, il santuario sorse proprio sopra un luogo di culto della antica dea Laverna, questo fatto viene attestato dalla testimonianza di padre Salvatore Vitale, un erudito francescano del Seicento: 
Questo sacro Monte, per tradizione di memoria antichissima si sa, e per molti Autori, che fu nominato Laverna per un Tempio di Laverna, Dea gentilica di ladroni quivi edificato, e frequentato da molti crassatori e ladri che stavano dentro al folto bosco che lo veste; e spesse, profonde ed orrende caverne e burroni, dove sicuri dimoravano per spogliare e predare li viandanti...»
L'antico culto pagano della dea Laverna, che dà il nome anche al comune di Chiusi della Verna, era indirizzato come protettrice dei rifugiati, degli anfratti e dei nascondigli, tipici di questo territorio montano; dello stesso significato era l'antico culto pagano del dio della montagna Pen, da cui deriverebbe altresì il nome Appennino e il nome del monte Penna, presso il quale sorge il santuario.

## Storia

Un Serafino appare a san Francesco che riceve le stigmate sul monte della Verna, luogo in cui sorgerà l'omonimo santuario. (Domenico Beccafumi, olio e tempera, 1537)

La fondazione di un primo nucleo eremitico risale alla presenza sul luogo di san Francesco, che nella primavera del 1213 incontrò a San Leo, in Montefeltro, il conte Orlando di Chiusi in Casentino, il quale, colpito dalla sua predicazione, volle fargli dono del monte della Verna che successivamente divenne luogo di numerosi e prolungati periodi di ritiro. 
(Conte Orlando Catani di Chiusi della Verna prima di donare il monte a San Francesco di Assisi, 1213.)
Negli anni successivi sorsero alcune piccole celle e la cappella dedicata per volontà di San Francesco alla Vergine degli Angeli, che in sogno gli era apparsa indicandogli il luogo e le dimensioni di questa prima chiesa, che fu costruita tra il 1216 e il 1218.
L'impulso decisivo allo sviluppo di un più grande convento fu dato dall'episodio delle Stimmate avvenute nel 1224 su questo monte, prediletto già da qualche anno dal santo come luogo ideale per dedicarsi alla meditazione. La sua prima cella, di legno e terra, era presso il Sasso spicco. L'ultima visita di Francesco al monte avvenne nel mese di agosto di quell'anno, per un ritiro spirituale ed digiuno di 40 giorni in preparazione per la festa di san Michele. Si fa costruire una cella di legno sopra una scogliera più appartata rispetto al sito della cappella precedente. Presso di essa, il 17 settembre del 1224, mentre era assorto in preghiera, ricevette le Stimmate.
Da allora la Verna divenne un suolo sacro, tanto che Papa Alessandro IV la prese sotto la protezione papale. Nel 1260 fu ampliata e consacrata la chiesa di Santa Maria degli Angeli, alla presenza di san Bonaventura e di numerosi vescovi. Attorno vi sorse un piccolo convento e poco lontano, verso il luogo dell'evento mistico, altre cappelle. Pochi anni dopo l'area venne trasformata con una serie di realizzazioni tutte finanziate dal conte Simone Guidi di Battifolle: nel 1263 fu eretta la Cappella delle Stimmate vicino al luogo ove era avvenuto il miracolo, più tardi affrescata da Taddeo Gaddi, e fu trasformata in una cappella detta della Croce la seconda cella del santo; nel 1264 fu costruito l'oratorio di Sant'Antonio da Padova e forse anche quello di San Bonaventura; intorno al 1267 fu edificato un piccolo convento di cinque celle per ospitare i sacerdoti che officiassero giorno e notte la cappella. Sul monte si formarono quindi due poli: uno intorno alla prima basilica, presso la quale è l'unico ingresso, quello della 'Beccia' e attorno alla quale è il convento vero e proprio, e l'altro intorno alla Cappella delle Stimmate. Gli interventi patrocinati dal conte trasformarono inoltre il luogo in meta di pellegrini, sempre più numerosi tra Duecento e Trecento.
Il costante aumento di fedeli che giungevano al luogo, spinse alla costruzione di una chiesa più grande, quella che sarà la chiesa maggiore dedicata all'Assunta, iniziata nel 1348 su iniziativa del conte Tarlato di Pietramala e della consorte Giovanna di Santa Fiora. La chiesa rimase però incompiuta fino al 1459. Nel corso del Trecento scarsi sono gli sviluppi edilizi, ma alla fine del Trecento si edificò una cappella sul luogo della prima cella di Francesco, dedicata alla Maddalena, sormontata da un'altra cappella, detta del Cardinale perché vi fu sepolto il Cardinale Galeotto di Pietramala, poi intitolata a San Pietro di Alcantara. Nello stesso periodo le cinque celle presso la cappella delle Stimmate risultano fatiscenti e quindi alcuni religiosi cominciarono a non abitarci, tanto che nel 1400 un altro Guidi, Roberto di Battifolle, finanziò la ricostruzione di esse, che però non fu realizzata dai suoi successori.
Nel XV secolo avvenne un cambiamento sostanziale: visti i pericoli di decadenza, nel 1432 Papa Eugenio IV affidò la gestione religiosa del santuario agli Osservanti ed il patronato alla Signoria di Firenze, che la esercitò di fatto attraverso la Corporazione dell'Arte della Lana, che rimarrà a lungo la patrona del sacro monte. Le cinque celle vennero subito demolite, fu deciso che tutti i religiosi (e non solo cinque) officiassero la Cappella delle Stimmate e verso di essa fu istituita una solenne processione quotidiana tutt'oggi praticata. All'inizio non si intraprendono grandi lavori: nel 1441 venne costruita un'altra cappella a ridosso dell'attuale Corridoio delle Stimmate dal Capitano del Popolo di Firenze Pietro Orsini che era guarito da una paralisi, poi demolita a seguito dei terremoti del 1917 e 1918.
Ma è proprio allo scoccare della metà del secolo che si iniziarono imprese edificatorie che daranno alla Verna l'aspetto ancora oggi visibile: Nel 1450 si ripresero i lavori per la costruzione della chiesa maggiore, della quale si completò il presbiterio nel 1457, e la copertura nel 1459. Nel 1472 il primitivo convento venne quasi completamente distrutto e fu ricostruito due anni dopo, anche grazie ai finanziamenti dell'Arte della Lana. Vennero realizzati gli edifici attorno al Chiostro della Cisterna ed il grande Refettorio, ancora oggi esistenti.
Nel 1475 nella chiesa dell'Assunta si eresse la Cappella Niccolini, la prima delle due piccole cappelle neobrunelleschiane, e vi fu collocata la prima terracotta invetriata giunta al Santuario, l'Annunciazione di Andrea della Robbia. Comincia con quest'opera il grande ciclo di "robbiane" eseguite per il Santuario. La scelta di tale tale manufatti per la decorazione del luogo fu dettata da motivi pratici (la loro resistenza al clima rigido e umido, più dei dipinti e degli affreschi), ma anche per motivi simbolici: in un luogo dove si insegna ad amare Sorella Povertà, questi manufatti non sono, in fondo, altro che terra, seppur dipinta e colorata. Nell'ultimo quarto del XV secolo si colloca quindi la grande stagione robbiana della Verna: poco dopo l'Annunciazione, Andrea della Robbia, coadiuvato dalla sua bottega, eseguì il San Francesco e il Sant'Antonio Abateai lati dell'arco trionfale (1475-80 circa),la Natività Brizi nella cappella simmetrica a quella Niccolini, la Crocifissione nella Cappella delle Stimmate (1481), la Madonna della Cintola per l'altare maggiore di Santa Maria degli Angeli (1488), l'Ascensione per quello di Santa Maria Assunta (1485-90 circa), le pale per il tramezzo della chiesa 'minore' (190-93 circa).

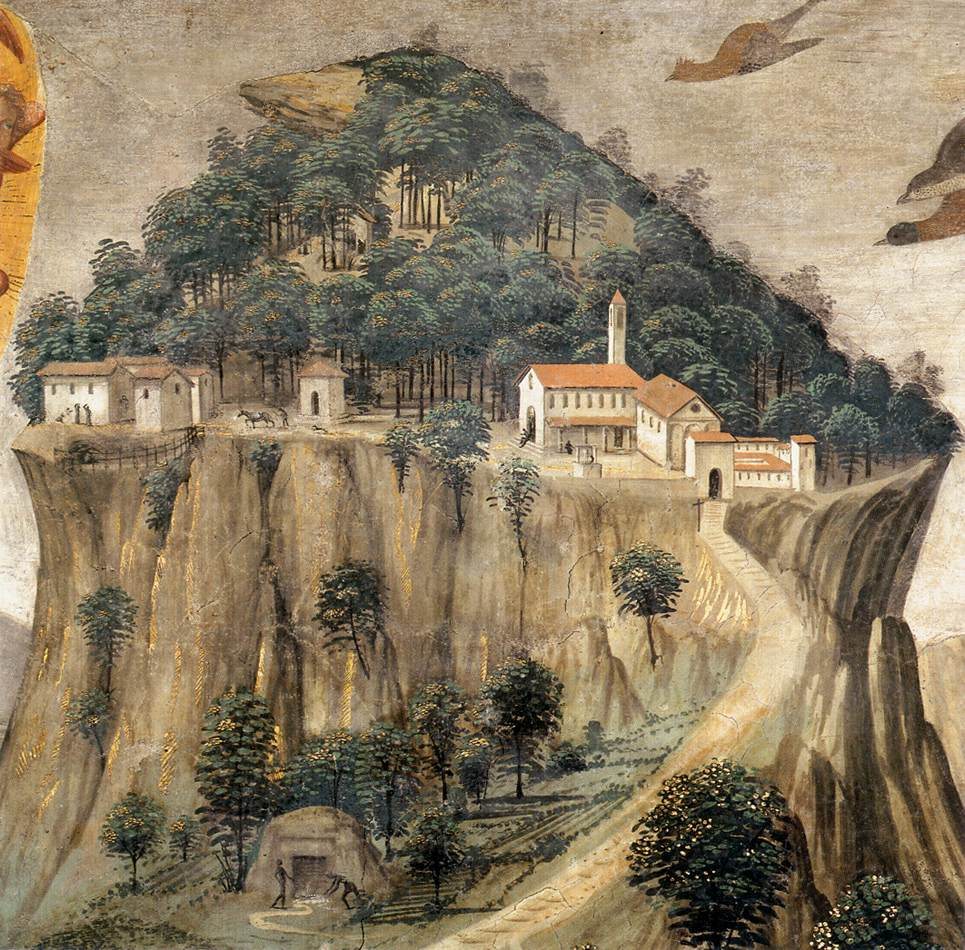
Veduta della Verna come appare nell'affresco con le Stimmate di San Francesco di Domenico Ghirlandaio nella Cappella Sassetti in Santa Trinita a Firenze (1482-1485)

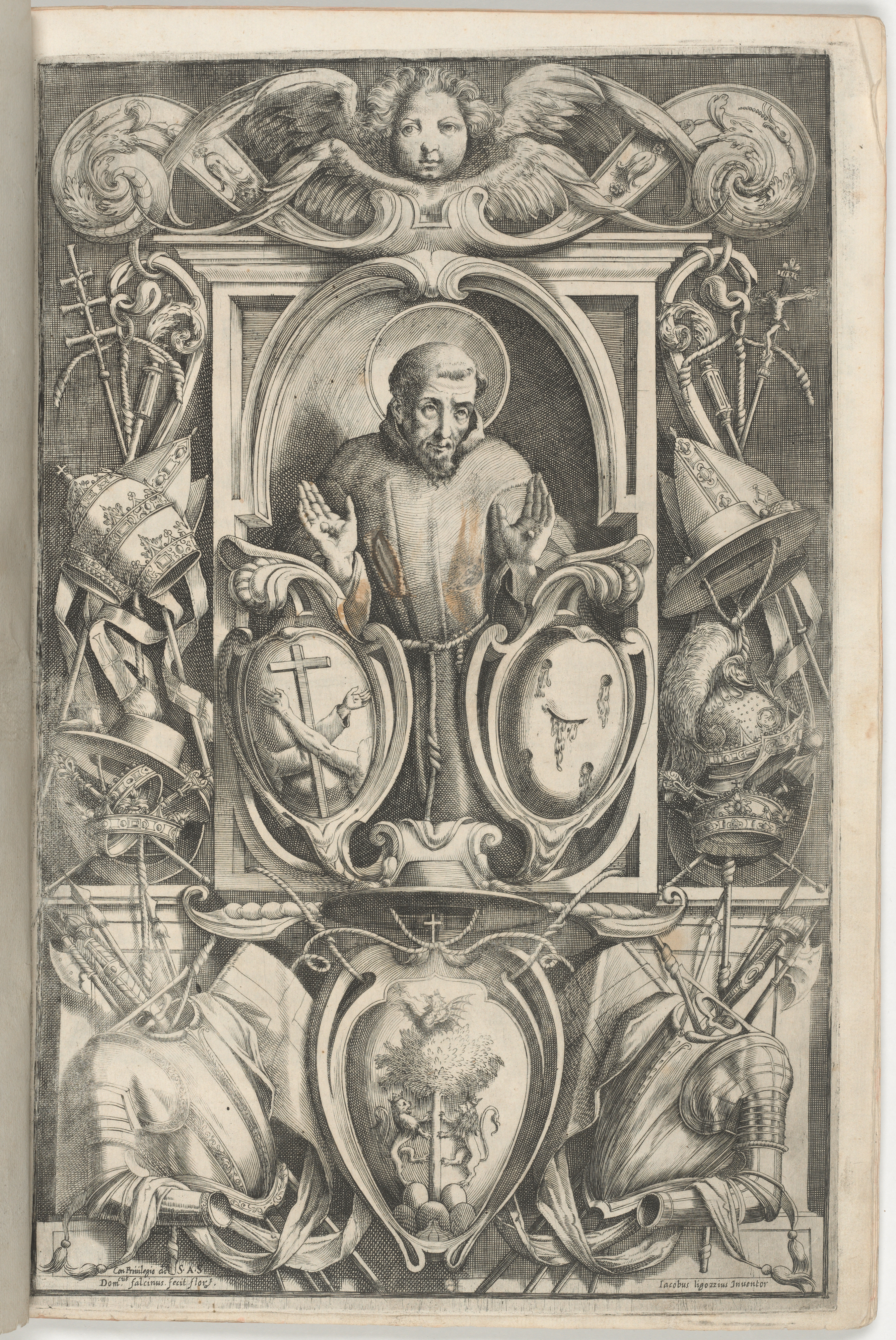
Jacopo Ligozzi (disegno), Domenico Falcini (incisione), Lino Moroni (autore), Frontespizio della Descrizione del Sacro Monte della Verna con il Ritratto di San Francesco, 1612, Washington, National Gallery of Art

Nel 1480 venne aggiunta, sulla scogliera delle Stimmate, la Cappella di San Sebastiano, mentre nella volta della chiesa maggiore si aggiunse nel 1495 lo stemma dell'Arte della Lana, simbolo concreto del patronato fiorentino, e l'anno dopo, un portico all'esterno, davanti alla facciata e sul fianco. La chiesa sarà completata più tardi, nel 1509.
In via di completamento la chiesa maggiore e decorati molti ambienti aperti ai fedeli, si provvide alla decorazione del convento, chiamando nell'anno 1500 Gerino Gerino, insieme ad uno o forse due pittori suoi collaboratori, ad affrescare tondi con Santi e beati dell'Ordine francescano nei corridoi del dormitorio.  Tra 1511 e 1514 il Conte Francesco di Montedoglio fece realizzare una cappella che ospitò una Pietà e Santi eseguita da Santi Buglioni e dai suoi aiuti tra 1525 e 1532 circa e che più tardi fungerà da ingresso del Corridoio delle Stimmate. Nel 1519-20 venne costruita una cappella dedicata al beato Giovanni sul luogo del faggio sotto il quale il religioso soleva pregare, abbattuto l'anno precedente.
Nel 1549 Cosimo I ed Eleonora di Toledo intervennero nel Santuario per far edificare la Foresteria interna e l'Infermeria e Spezieria, attorno a quello che è oggi il cosiddetto chiostro vasariano. Tra 1578 e 1580 si costruì il Corridoio delle Stimmate, al fine di rendere più agevole l'accesso e le processioni alla Cappella delle Stimmate, anche in condizioni meteorologiche avverse. Fu affrescato subito dopo la costruzione, ma la decorazione deperì molto rapidamente. Tra 1580 e 1581 furono costruite la Cappella della Penna e quella Loddi della Rocca, e poco dopo, nella chiesa maggiore arrivò nel 1586 il grande organo, e nel 1588 i Niccolini aggiunsero un altare dedicato a San Francesco alla parete destra, dove sarà realizzata la Cappella delle Reliquie. Nel 1593 la costruzione di alcune celle sopra la Cappella della Croce attesta la ripresa della pratica dell'eremitaggio. Nel 1597 venne istituita da Bartolomeo di Giovanni del Capinera e da altri fiorentini la Confraternita dei Benefattori di Firenze che per lungo tempo si recherà in processione ogni anno al Santuario e che tanta importanza avrà in termini di elargizioni e finanziamenti. È un loro importante dono il Parato della Pentecoste, oggi al museo, forse portato al Santuario proprio in questo periodo.
Nel primo Seicento si ebbero alcuni interventi nella chiesa maggiore: nel 1601 si realizzò la Cappella Ridolfi, dove venne trasferita la pala robbiana con l'Ascensione che era all'altare maggiore, e nel 1604 venne fondato da Cristoforo Montini un altare dedicato all'Assunta sulla parete sinistra, poi divenuto di Sant'Antonio da Padova. All'esterno del Santuario, nel 1602 è attestata la costruzione della Cappella degli Uccelli, sulla strada che sale dalla Beccia, dove più tardi, nel 1612, si provvide a costruire, da parte dei Benefattori di Firenze, un ospizio per le donne. In questi anni, precisamente nel 1607, si colloca la visita di Jacopo Ligozzi, che con i suoi disegni, tradotti poi in incisioni, dette un importante contributo alla realizzazione della Descrizione del Sacro Monte della Verna del 1612, scritta dal Padre Lino Moroni, praticamente la prima guida illustrata del luogo.
Nel 1625, per volontà del Ministro Generale, il Santuario passò alla cura dei Minori Riformati, il cui austero rigore subito mal si conciliò con la caratteristica del convento, quella di essere anche un Santuario, quindi meta di numerosi pellegrini e da molto tempo vocato all'accoglienza. Un adattamento della regola riformata al luogo si rese presto necessario, come alcune deroghe per il mantenimento, la vita e i servizi indispensabili ad un santuario così frequentato e, inoltre, collocato in un luogo così impervio. Si giunge così, oltre alla pratica contemplativa, a permettere una certa autonomia pratica e materiale al convento, fino, per esempio, alla creazione di un'officina fabbrile, nel 1628.
Nel successivo periodo si intervenne di nuovo nella chiesa grande, fondando nel 1635 un secondo altare, quello di San Michele Arcangelo, alla parete sinistra e soprattutto realizzando nello stesso anno, in luogo del cinquecentesco altare di San Francesco, la Cappella delle Reliquie con armadi annessi per custodirvele, ancora esistente. Due anni più tardi, nel 1637, vennero posti il pulpito in pietra ed i confessionali, anch'essi ancora visibili in chiesa.
Nel 1643 si costruì un nuovo Romitorio adiacente alla Cappella delle Stimmate. Conseguentemente la Capella della Croce venne dimezzata in altezza, creando nel livello superiore un passaggio verso il coro della suddetta cappella per gli eremiti. Subito dopo, completato nel 1644, si creò un refettorio per i Terziari che modificò la struttura del chiostro cinquecentesco. Nel 1646 iniziò ad operare anche un lanificio, aggiungendosi ad altre attività già presenti al Santuario. Dal punto di vista delle decorazioni, nel 1670 lavorò in loco Fra' Emanuele da Como, che affrescò il Corridoio delle Stimmate e fornì due pale d'altare per la chiesa grande.
Nel XVIII secolo continuano le attività edificatorie: tra 1705 e 1709 venne ampliata la Foresteria interna aggiungendo un piano con loggia al primo già esistente. Tra 1710 e 1712 venne edificata una nuova grande Biblioteca al secondo piano del convento, mentre qualche anno più tardi, nel 1721, in chiesa venne innalzato il nuovo altare maggiore in marmo, completato nel 1731 da due statue di San Francesco e Sant'Antonio da Padova e da due Angeli di Gaetano Masoni.
Nel 1810 e nel 1866 i frati vennero temporaneamente espulsi a seguito delle soppressioni degli ordini religiosi.
Nell'agosto 1921 papa Benedetto XV elevò la chiesa di Santa Maria Assunta al rango di basilica minore.

## Descrizione

### Cappella di Santa Maria degli Angeli
Fu il primo nucleo del sito, voluta direttamente nel 1216 dallo stesso San Francesco, riprendendo la semplicità di Assisi, così come il nome, dedicato all'evento dell'apparizione mariana al santo, avvenuto nello stesso anno. Il conte Orlando aiutò quindi a finanziare l'impianto originario, ma fu soltanto a partire dal 1250, per volere del cardinal Rainaldo da Segni e di Papa Innocenzo IV, che la chiesetta si ampliò nella dimensioni attuali, per esser quindi consacrata soltanto nel 1260.

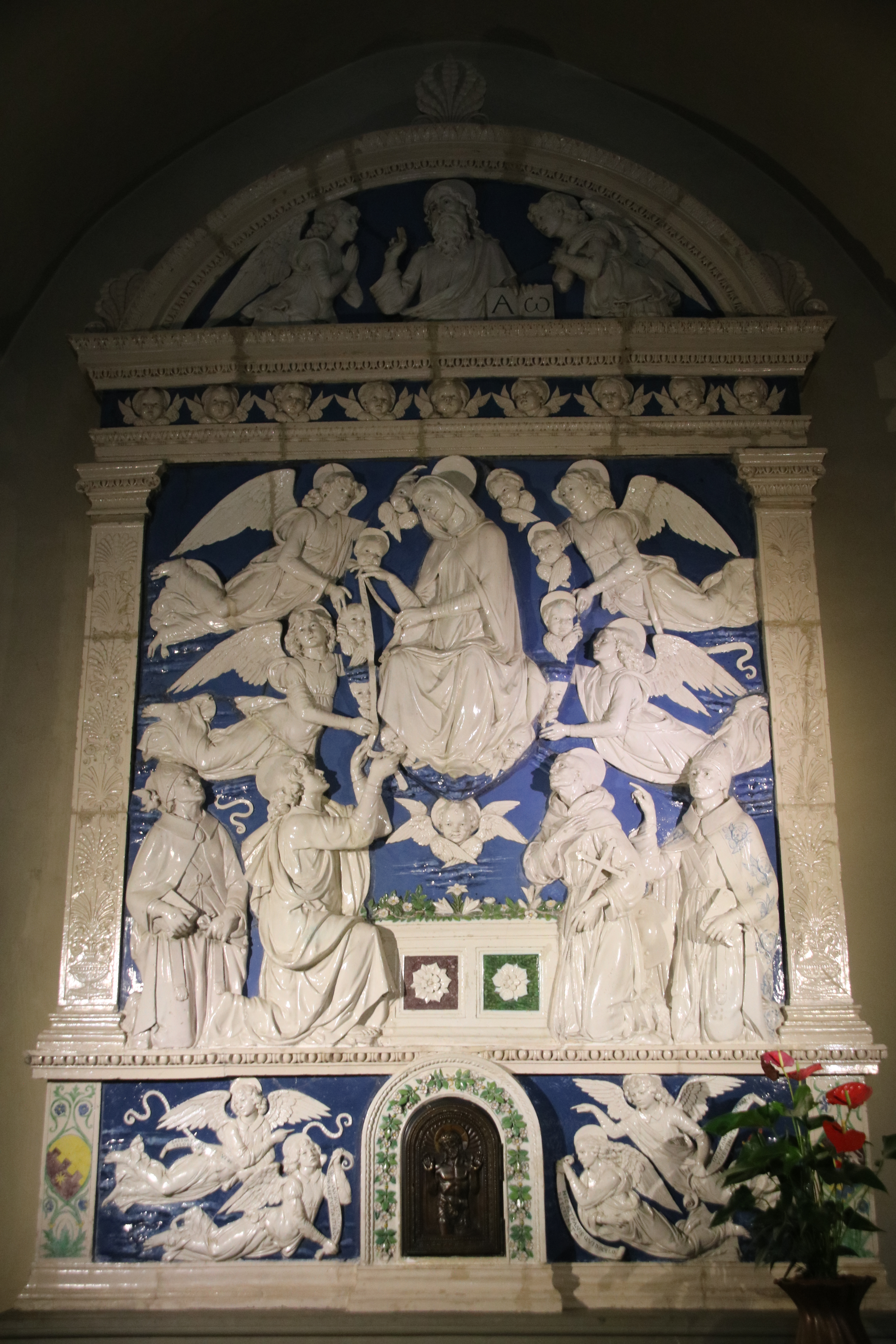
L'Assunta

La chiesa è introdotta da un basso porticato che si allunga a chiudere lo spazio antistante, dal quale si accede al convento e ad una saletta, oggi adibita a mercatino, adiacente al portone di ingresso verso il bosco, al quale giunge la strada lastricata proveniente dalla frazione della Beccia.
L'interno della cappella si presenta ad aula unica, suddivisa in due parti da un tramezzo. Dopo la ristrutturazione ed ampliamento tardo duecentesco la chiesetta conservò della struttura primitiva soltanto la campana del 1257, presente sul campaniletto a vela.
Al suo interno troviamo, sulle pareti dello spazio antistante il tramezzo, frutto dell'ampliamento menzionato, due tele del pittore fiorentino Ferdinando Folchi del 1877, raffiguranti una l'Incontro tra San Francesco e il conte Orlando Catani presso la rocca di San Leo, quando quest'ultimo donò il sacro Monte della Verna al frate l'8 maggio 1213, l'altra raffigurante l'evento della Dedicazione della chiesetta a Santa Maria degli Angeli.
Ai due lati del tramezzo sono due pale a rilievo in terracotta invetriata, una raffigurante la Natività con San Francesco e San'Antonio, l'altra il Cristo in Pietà tra la Vergine e San Giovanni, entrambe opere di Andrea Della Robbia, in collaborazione con i figli Luca detto "Il Giovane" e Giovanni, più tarde della pala d'altare nel coro, datate tra il 1490 e il 1493.
Passando oltre il tramezzo, si accede al coro, la parte più antica dell'edificio, in fondo al quale, sopra l'altare, è il grande dossale, sempre in terracotta invetriata, attribuito al solo Andrea della Robbia ed eseguito nel 1488. Esso raffigura La Vergine che dona la sua sacra cintola a San Tommaso, tra i Santi Gregorio, Francesco e Bonaventura. Nella lunetta è raffigurato l'Eterno tra gli Angeli adoranti, mentre la predella, che comprende il tabernacolo eucaristico, è ornata da Angeli e da stemmi dei Bartoli e dei Rucellai, famiglie committenti dell'opera.

### Quadrante
Il Quadrante è il piazzale lastricato del belvedere esterno, da cui è possibile accedere a tutti i luoghi visitabili del santuario; circondato da un muro di pietra, deve il suo nome alla meridiana, l'orologio solare inciso sulla parete del campanile della Basilica. Nel piazzale è presente una grande croce di legno, piantata nella roccia, oltrepassata la quale è possibile osservare il suggestivo panorama della valle del Casentino (sono visibili, tra l'altro, anche i resti del castello del Conte Orlando di Chiusi).
A sinistra si trova invece il pozzo della foresteria: si tratta di una cisterna del XVI secolo che veniva utilizzata per pellegrini e ospiti, un valido esempio di architettura spontanea, opera dei frati e delle varie maestranze che nel corso del tempo vi lavorarono.
Antistante al piazzale, vi è il loggiato della Basilica maggiore; sotto il loggiato di destra, terminato nel 1536 ma completamente ricostruito nel secondo dopoguerra, è presente un Crocifisso che abbraccia San Francesco, copia in bronzo tratta da una tela dello spagnolo Murillo ed opera di Vincenzo Rosignoli, donato alla Verna nel 1888 da papa Leone XIII. Lo stesso artista eseguì, nel 1903, la statua in bronzo raffigurante San Francesco con un fanciullo, posta al cancello d'ingresso dell'intero complesso religioso.

### Basilica maggiore

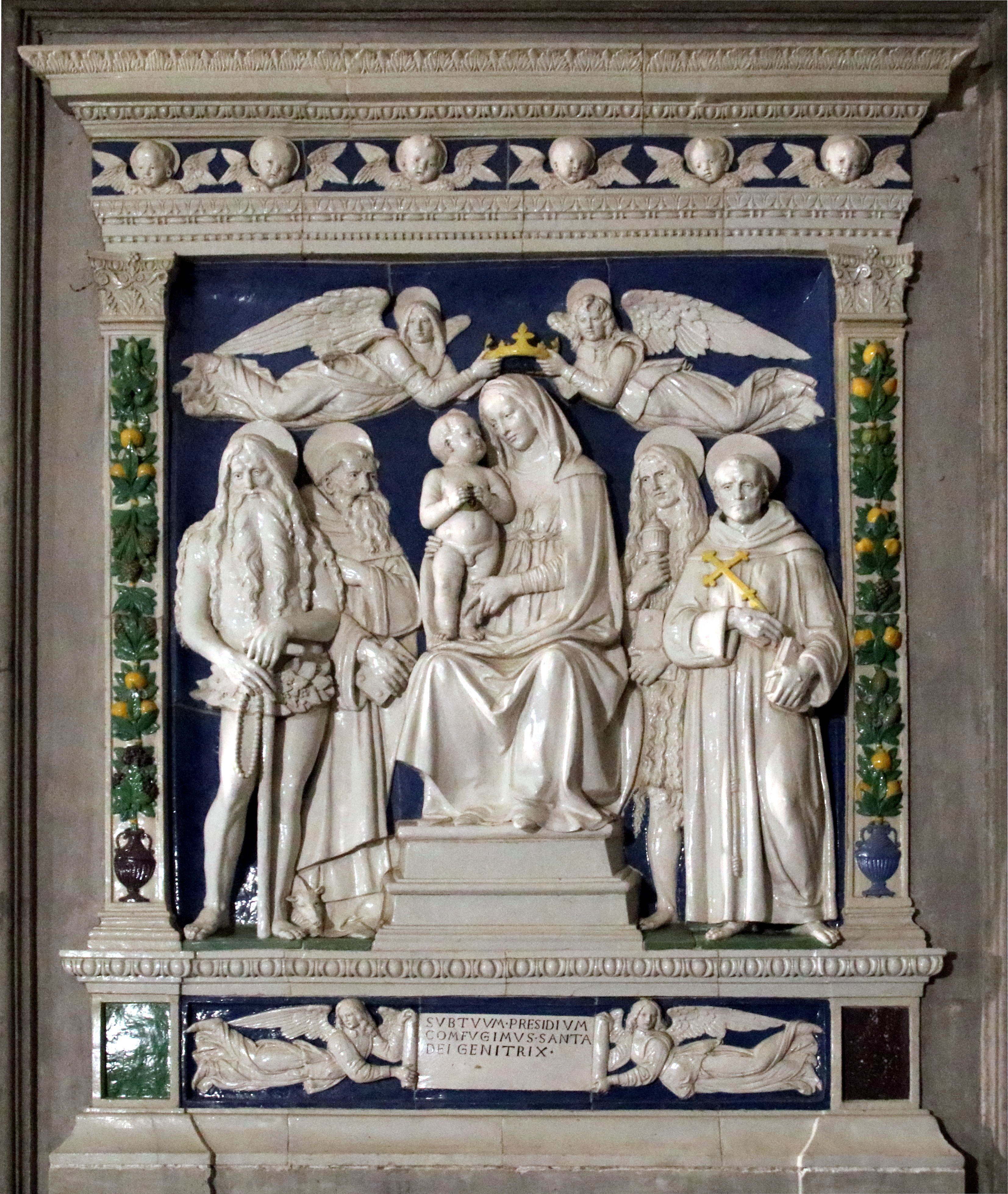
Madonna del Rifugio

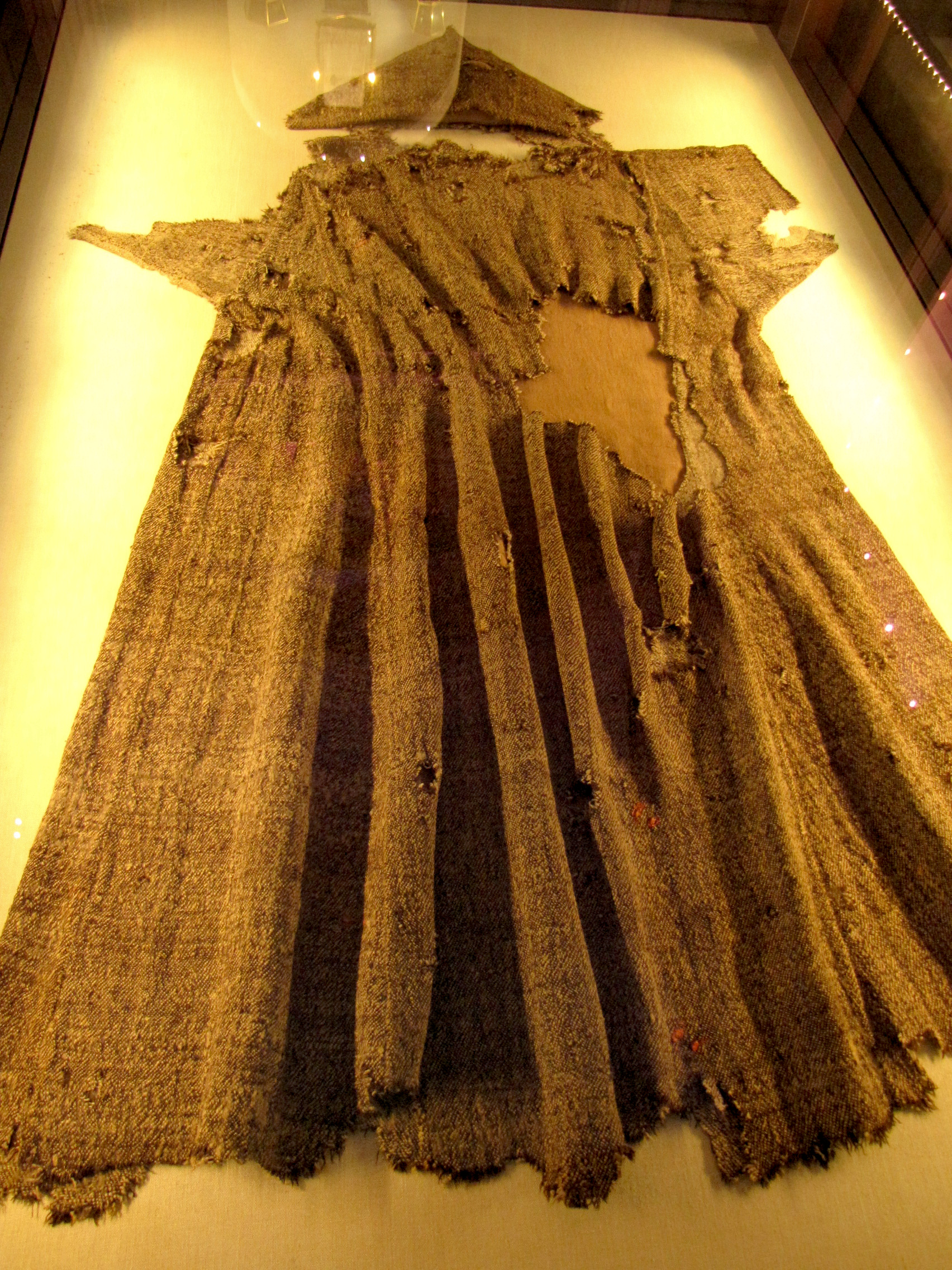
Il saio di san Francesco. Cappella delle reliquie di San Francesco, Basilica Maggiore

La costruzione della Basilica maggiore fu iniziata a ridosso della chiesetta Santa Maria degli Angeli soltanto nel 1348, grazie al contributo del conte Tarlato di Pietramala, e terminata molto dopo, nel 1509, grazie al contributo dell'Arte della Lana di Firenze. Prospiciente al piazzale del Quadrante, la Basilica fu dedicata alla Madonna Assunta, e consacrata nel 1568, quindi più volte rimaneggiata negli anni successivi. Essa è introdotta dal portico rinascimentale, che si prolunga sul fianco destro fino quasi al campanile.
L'interno presenta un impianto a croce latina a navata unica, con ampie volte a crociera. Alle pareti sono altari cinque-secenteschi ed alcune cappelle si aprono sulla navata. L'ambiente è anch'esso corredato di numerose e notevoli pale in terracotta invetriata: al primo altare destro, vicino al portone d'ingresso, è la cosiddetta Madonna del Rifugio (ovvero Madonna in trono con il Bambino tra i Santi Onofrio, Antonio abate, Maria Maddalena e Francesco), opera della bottega di Andrea Della Robbia e databile ai primi anni del Cinquecento, proveniente dal romitorio di Sant'Onofrio e qui trasferita nel 1874.

Sempre proseguendo sul lato destro, si apre la Cappella delle Reliquie, risalente al 1635, dove è conservato, tra altre reliquie, il Saio di San Francesco, donato al conte Alberto Barbolani quando il santo, pochi giorni dopo aver ricevuto le stimmate, lasciata La Verna per tornare ad Assisi, sostò al Castello di Montauto. I Conti conservarono nel loro castello la veste fino a quando, nel 1503, la Repubblica Fiorentina portò via l'abito per collocarlo nel convento francescano di San Salvatore al Monte alla Croci di Firenze, che era stato ultimato da pochi anni. Nel 1571 Cosimo I volle trasferire il saio nella Chiesa di Ognissanti, dove è rimasto fino alla primavera del 2001 quando è stato trasferito alla Verna. Al centro in alto è custodito un residuo del suo sangue, ed altre reliquie sono custodite in appositi reliquiari nelle vetrine.

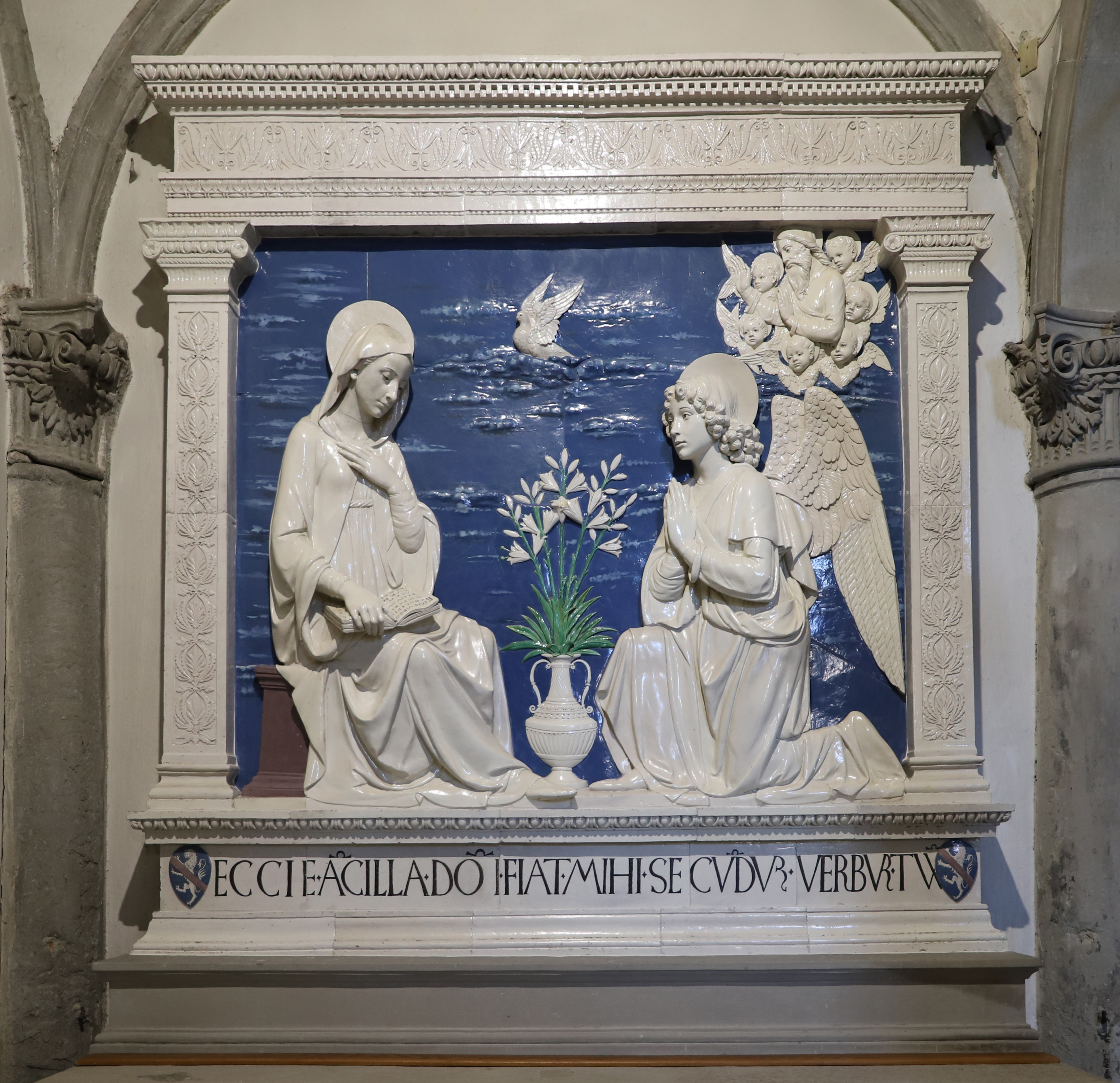
Annunciazione

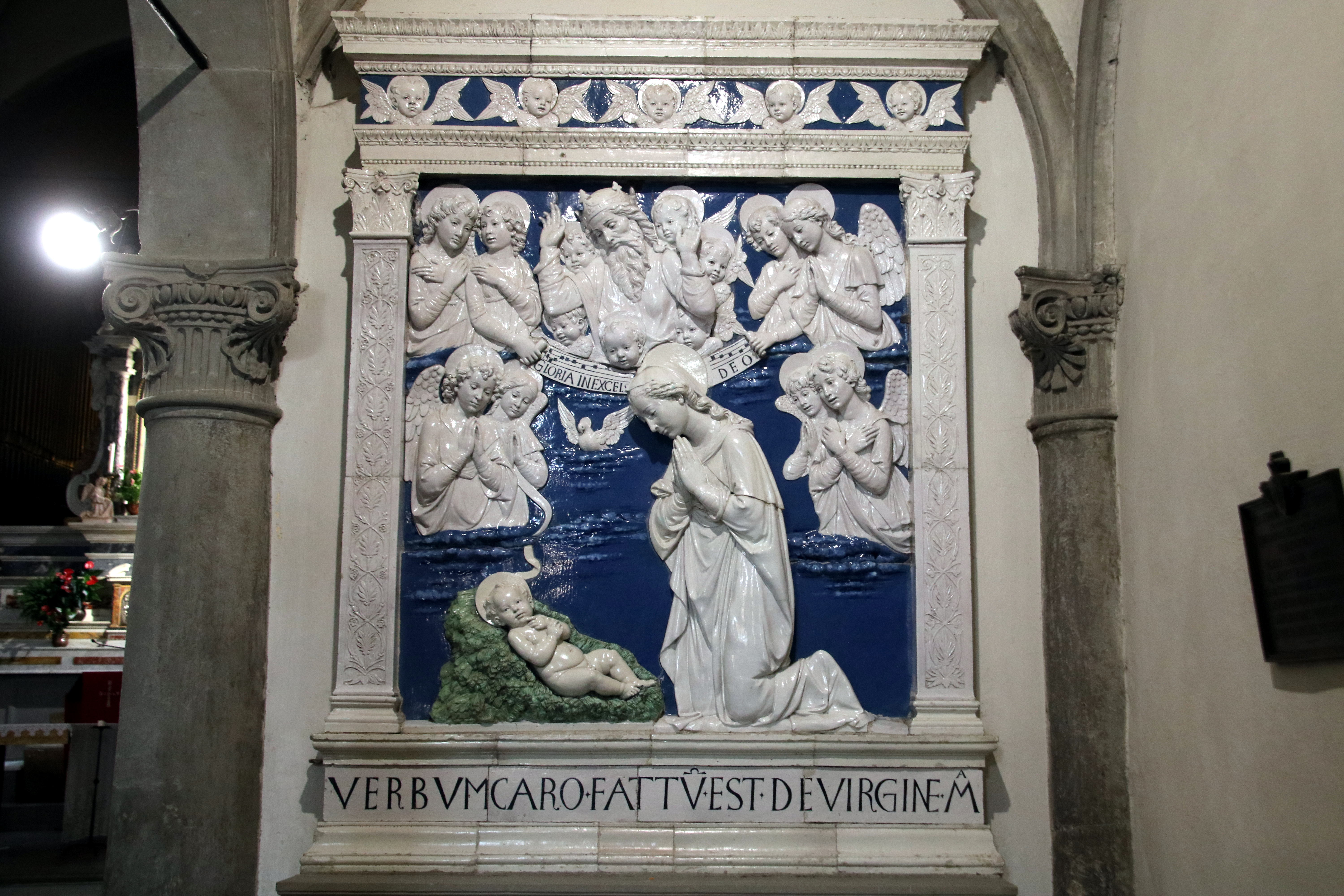
Natività

A metà della navata, oltre l'ingresso laterale della chiesa, sono due eleganti piccole cappelle rinascimentali, di foggia architettonica neobrunelleschiana, nelle quali sono altre due importanti pale a rilievo in terracotta invetriata: in quella sinistra, dedicata all'Annunciazione, si trova l'opera omonima di Andrea della Robbia, datata 1475, commissionata dalla famiglia Niccolini, la prima "robbiana" giunta a La Verna. Nella cappella gemella a destra, della famiglia Brizi di Pieve Santo Stefano e dedicata alla Natività, è l'omonima opera, sempre di Andrea Della Robbia, ma poco più tarda dell'altra, datata 1479.
Ancora più avanti, vicino al presbiterio e all'ingresso della sagrestia, si apre la cappella Ginori, piccola cappella laterale di colto gusto neorinascimentale, voluta dal principe Piero Ginori Conti sul finire del XIX secolo, consacrata dal vescovo Emanuele Mignone nel 1939.
Sopra la cappella è la cassa lignea riccamente scolpita che a suo tempo conteneva un interessante organo del 1586 attribuito a Onofrio Zeffirini di Cortona, e che oggi contiene le canne della quarta tastiera (Eco espressivo).
Ai lati dell'arco trionfale sono le due figure a rilievo, anch'esse in terracotta invetriata, di San Francesco e Sant'Antonio abate (1475-80 circa) di Andrea della Robbia. L'altare maggiore in marmi fu collocato nel 1721. È corredato da due statue in pietra, dipinte a finto marmo, di San Francesco e Sant'Antonio da Padova e da due Angeli, opere firmate da Gaetano Masoni e datate 1731. L'altare, con le sue pareti laterali, chiude l'accesso al retrostante presbiterio, nel quale è il coro del 1495, composto da due file di stalli in noce che nella parte centrale presentano tarsie raffiguranti Santa Maria Assunta, San Lorenzo e il Beato Giovanni, opera novecentesca di fra Leonardo Galiberti da Legnaia. Il bancone del leggio al centro è del 1509, intarsiato da Piero di Zanobi.
Nel coro si trova anche l'organo a canne Tamburini opus 300 inaugurato nel 1926. Restaurato ed ampliato nel 1951 e successivamente nel 1967 dalla ditta Cav. Giuseppe Zanin di Camino al Tagliamento (UD) portando i registri da 62 a 90 e le canne da 3000 a 5700 circa. Esso è a trasmissione elettrica ed ha due consolle, entrambe con quattro tastiere di 61 note ciascuna e pedaliera concavo-radiale di 32 note.

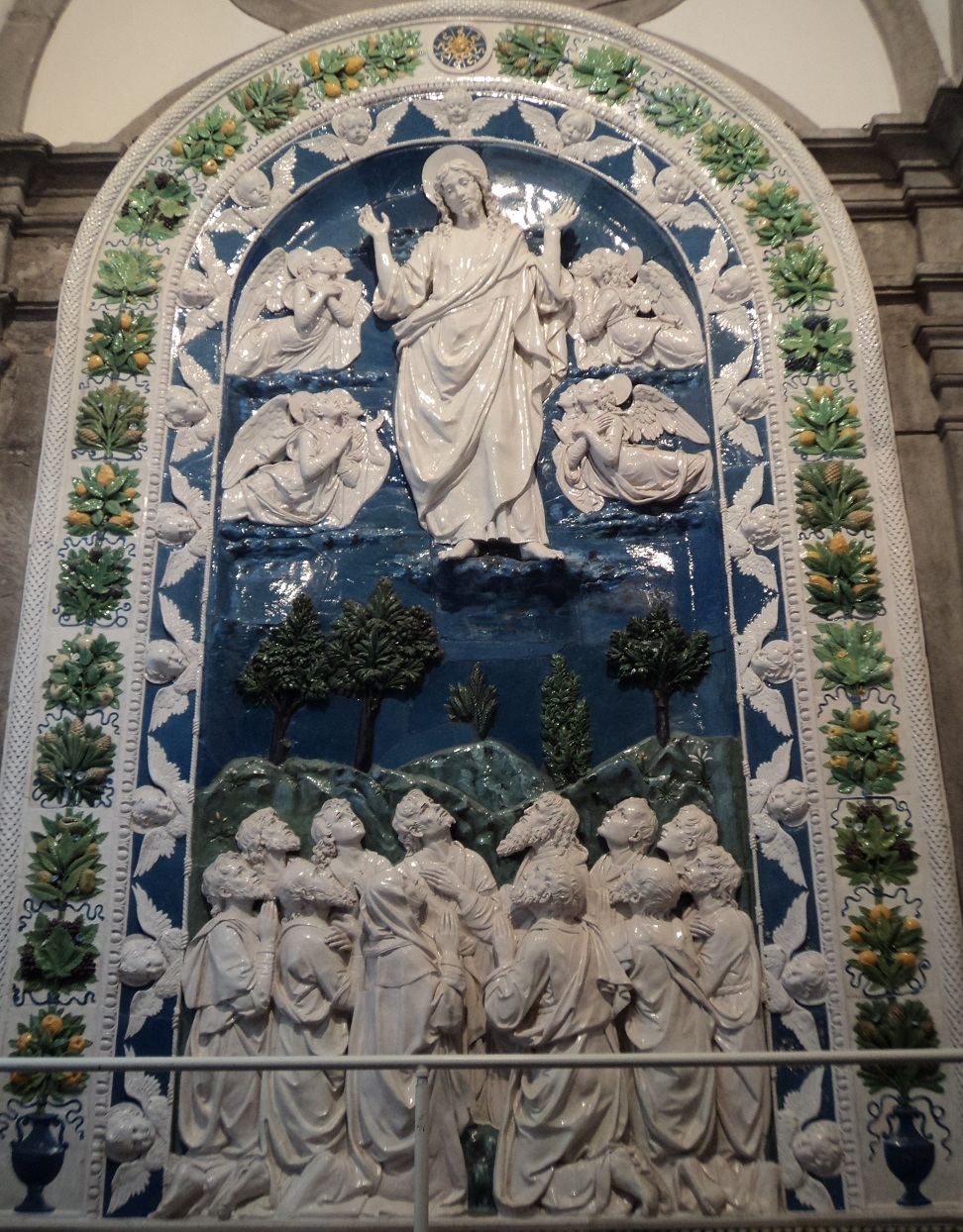
Ascensione

La cappella laterale a sinistra del presbiterio, proprio dietro l'organo semplice, dei Ridolfi, è invece dedicata all'Ascensione di Gesù, con l'imponente opera omonima in terracotta invetriata, di Andrea Della Robbia e il figlio Luca II Bartolomeo detto Il Giovane, eseguita negli anni ottanta del Quattrocento per l'altare maggiore e qui trasferita nel 1601.
Proseguendo ancora indietro verso l'ingresso, è la cappella San Michele, gemella e simmetrica alla cappella delle reliquie, che conserva le spoglie del beato Giovanni della Verna (o da Fermo), frate del XIII secolo al quale apparve Cristo presso il luogo della cappella del faggio, una piccola costruzione in pietra nel bosco sovrastante il santuario. All'altare è una tela con San Michele Arcangelo, l'Arcangelo Gabriele l'Arcangelo Raffaele ed altri Santi opera, del 1670-71 circa, di Emanuele da Como, in cui vi è un recupero devoto e arcaizzante della tradizione pittorica toscana ed umbra cinquecentesca. Dello stesso pittore è anche la tela con Sant'Antonio da Padova e il Bambino Gesù nell'ultima cappella verso l'ingresso, firmata e datata 1670, che aggiunge al tono devozionale un classicismo purista analogo a quello, in Toscana, di Carlo Dolci.
Dalla basilica i frati che risiedono alla Verna si recano in solenne processione due volte al giorno (alle 14 e a mezzanotte) verso la cappella delle Stimmate. Nella solennità delle stimmate (17 settembre) e anche in altre occasioni, molte comunità parrocchiali dei dintorni o fedeli e turisti provenienti da più lontano si recano a visitare questi luoghi.

### Corridoio delle Stimmate

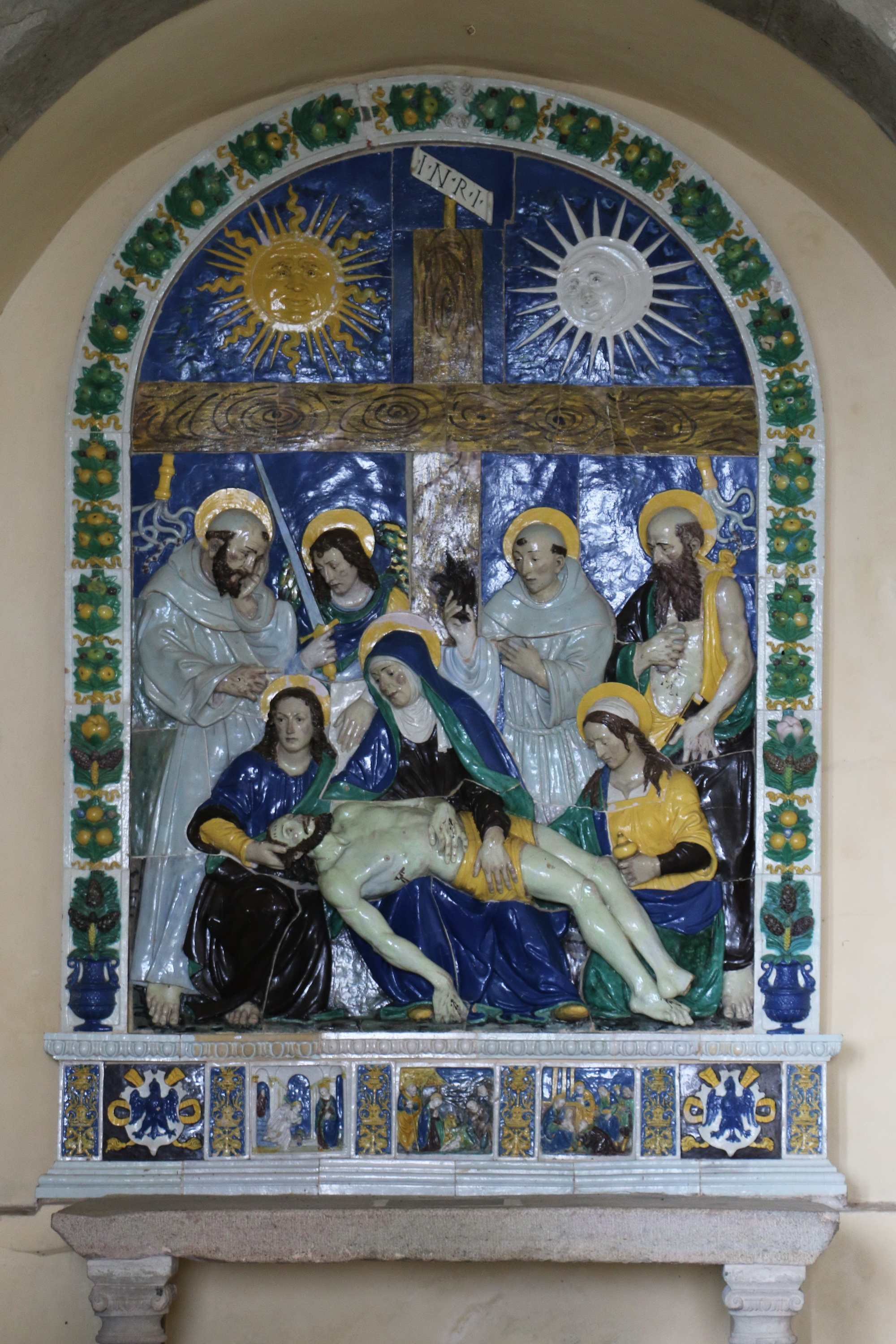
Pietà (Santi Buglioni,1532)

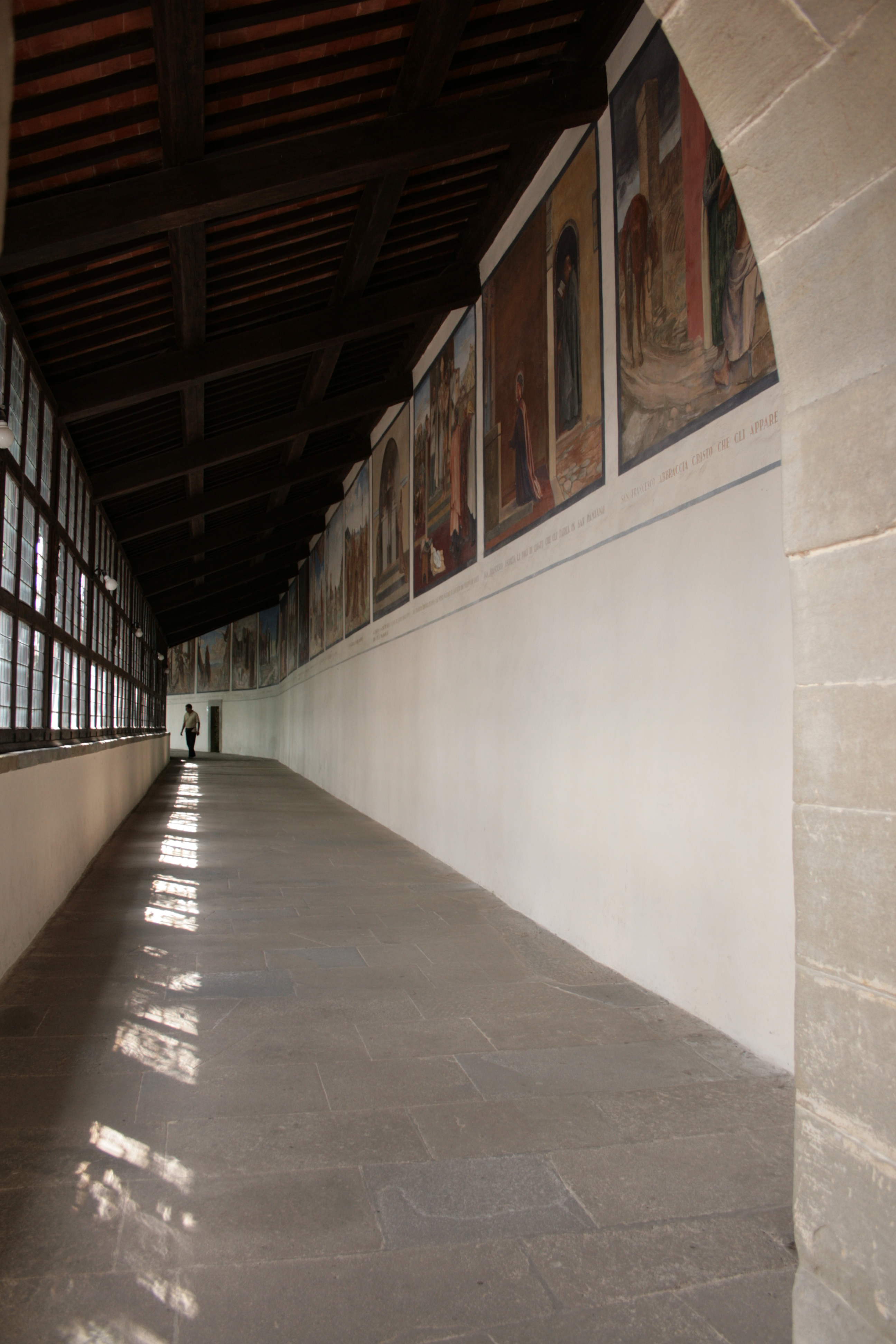
Corridoio delle stimmate, santuario della Verna

Uscendo dalla parte destra del portico rinascimentale della basilica maggiore, si trova dapprima il passaggio sul retro del convento, connesso al sentiero pavimentato che conduce al piccolo parcheggio nel bosco, quindi, attraverso un arco su un secondo portico, si trova l'accesso al corridoio delle Stimmate, totalmente coperto.
Qui si può ammirare su una piccola cappella aperta, dedicata al conte Checco di Montedoglio e contenente una Pietà tra i santi Giovanni Evangelista, Maria Maddalena, Francesco, Michele Arcangelo, Antonio da Padova e Girolamo, un rilievo in maiolica dipinta, opera dello scultore Santi Buglioni e dei suoi aiuti, databile al 1525-1532 circa.
Attraverso il passaggio ad arco si accede quindi al Corridoio delle Stimmate, interamente coperto, edificato tra il 1578 e il 1582.In questo corridoio si svolge, dal 1431, la giornaliera processione dell'ora nona. Il corridoio fu decorato già nel 1672 da Frà Emanuele da Como con affreschi presto deperiti, dei quali rimane, ben conservata, la lunetta con la Madonna della Scala, vicina ai modi del Sassoferrato. Gli affreschi furono rinnovati nel 1840 da Luigi e Giovanni Ademollo, la cui opera è ancora visibile negli ultimi tre riquadri. La maggior parte degli affreschi che oggi si vedono, con alcuni episodi della vita di San Francesco in diciotto riquadri, furono realizzati da Baccio Maria Bacci in due tempi, tra il 1929 e 1962, in sostituzione degli affreschi seicenteschi rovinati. A circa metà del corridoio, si trova, sulla destra, una porta di accesso all'esterno dove si trova, più in basso, il "letto" di San Francesco. Si tratta di una piccola grotta, dove il santo si accingeva a riposare sulla nuda terra; a causa della razzìa della stessa terra della grotta nel corso degli anni, da parte di turisti e affini, fu successivamente posta una griglia ferrata di protezione sopra la terra stessa. Il lato sinistro del corridoio è costeggiato da un sentiero esterno pavimentato e parallelo, al quale si accede ad altri luoghi di preghiera e di meditazione del santo come, ad esempio, il sasso spicco. Proseguendo quindi tutto il corridoio fino in fondo, si giunge quindi all'antico Romitorio, quindi all'accesso della cappella delle Stimmate.

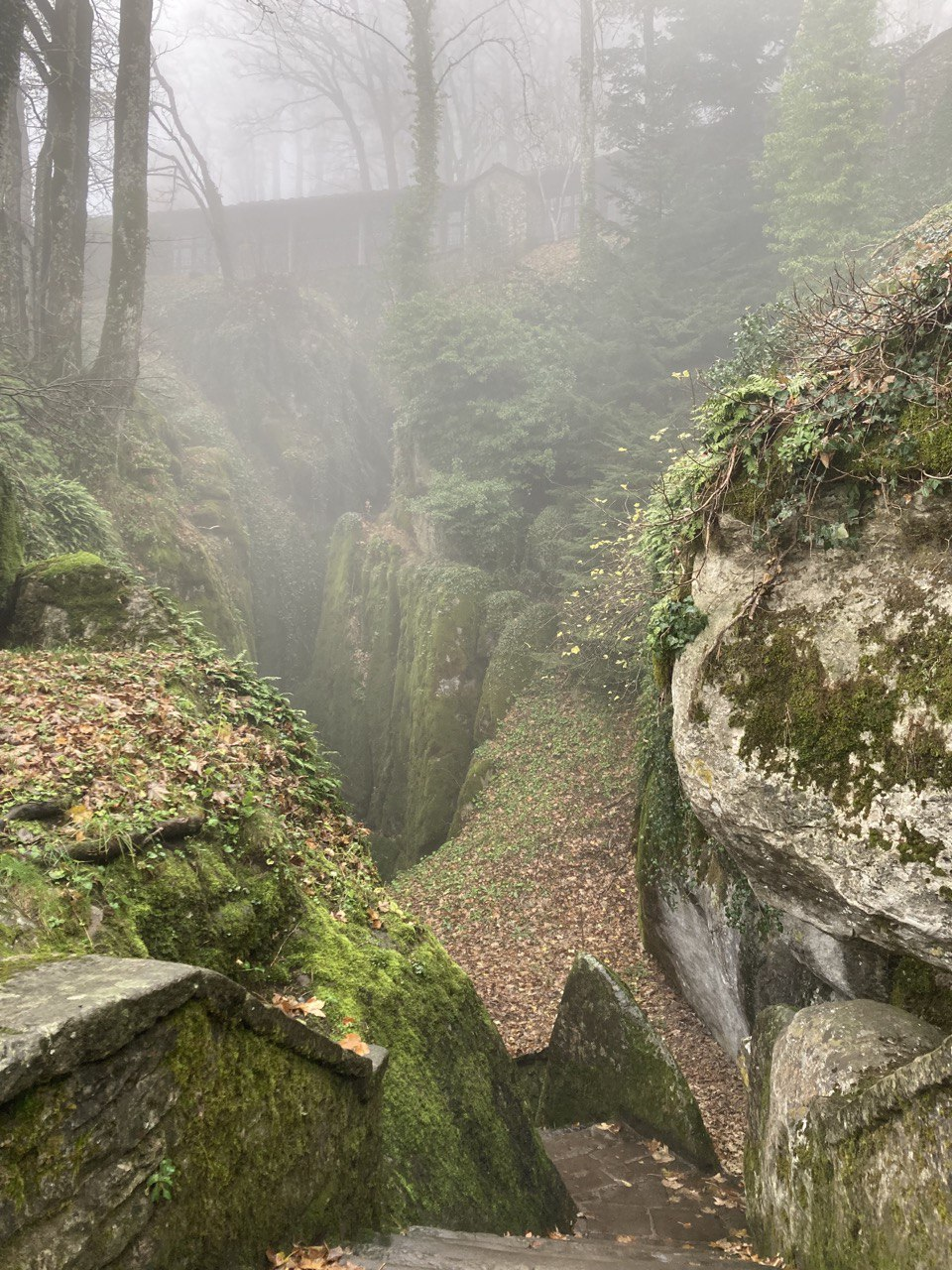
Discesa verso il sasso spicco; in lontananza si intravede il Corridoio delle Stimmate

### Cappella delle Stimmate

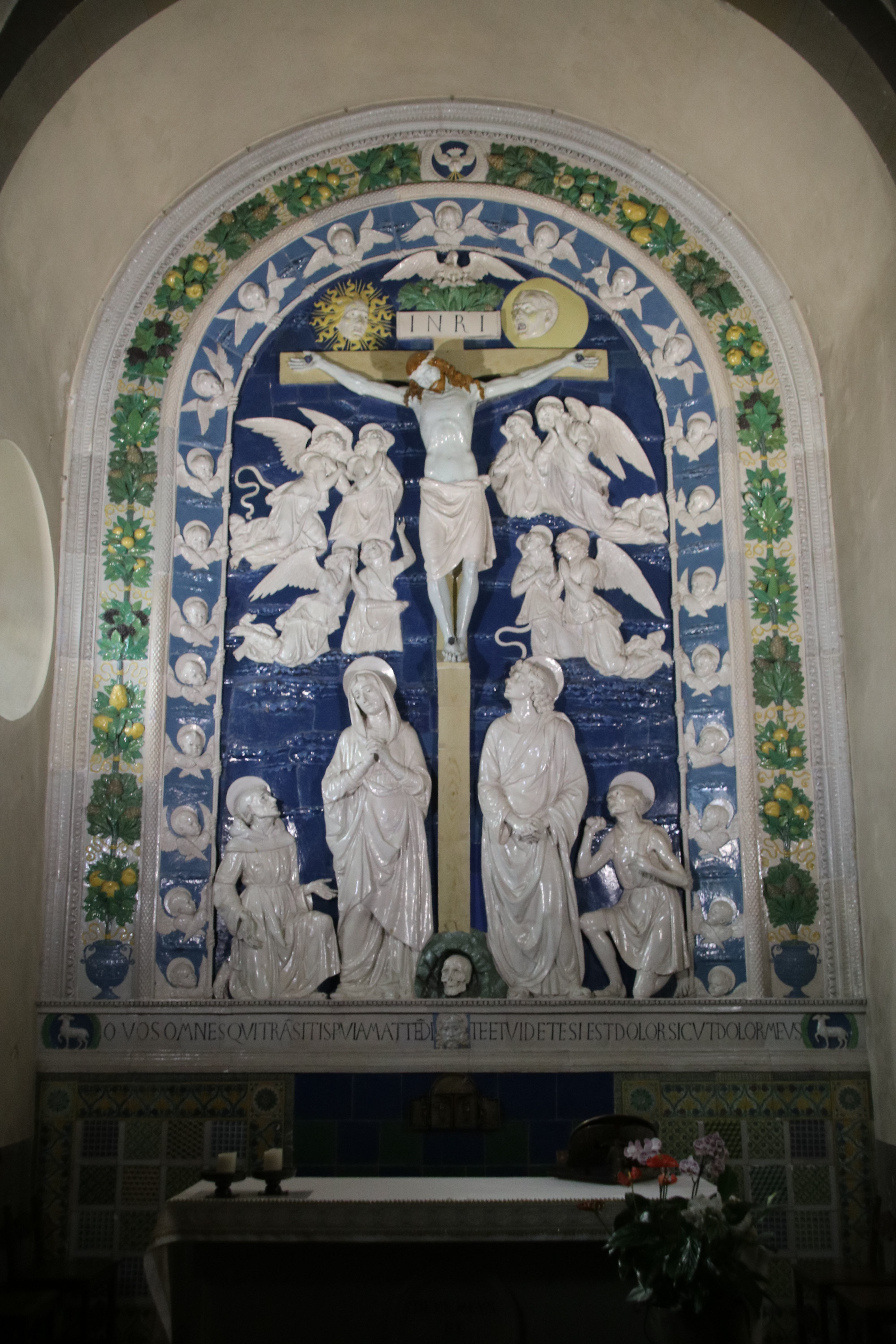
Crocifissione

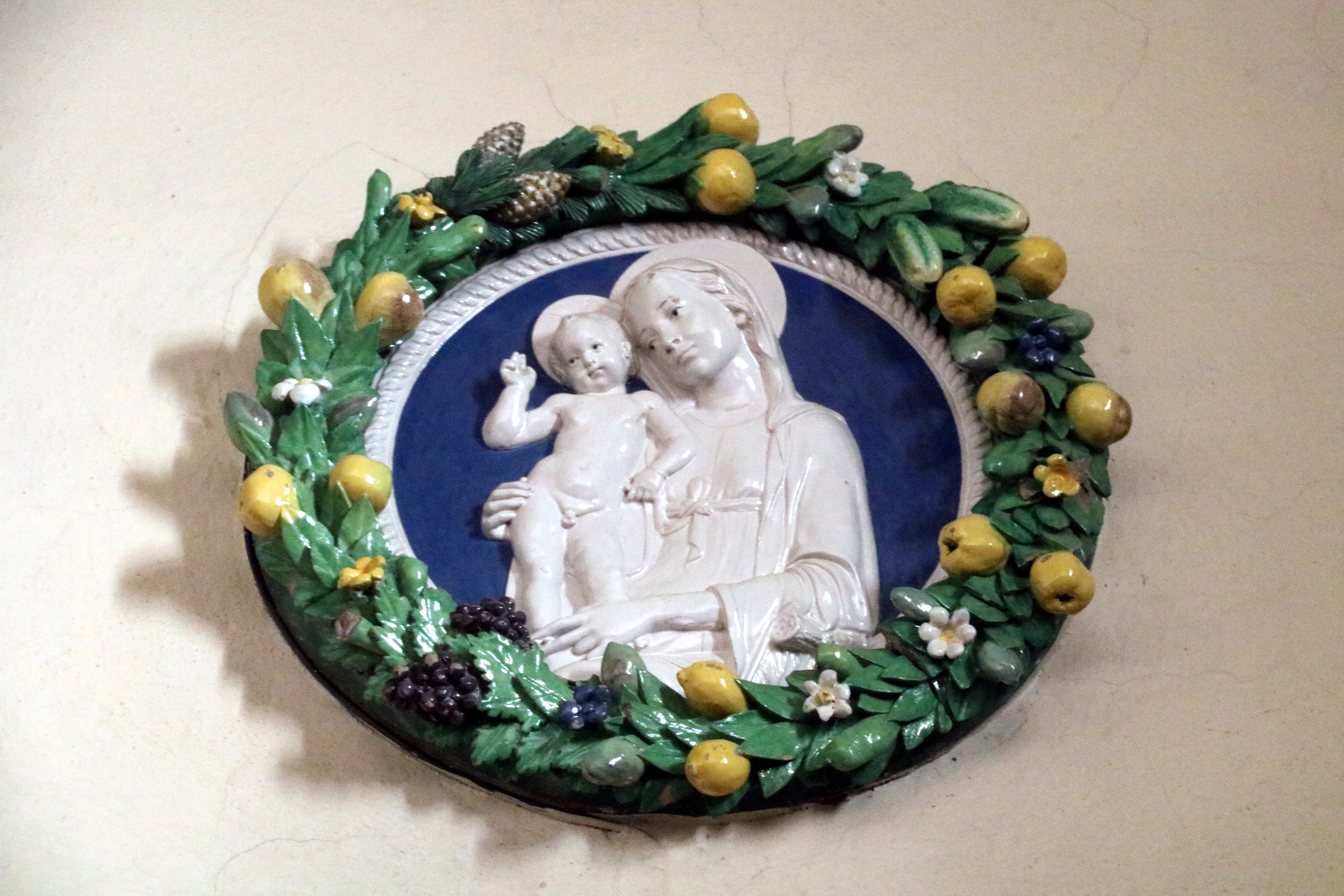
Madonna col Bambino benedicente

Al fondo del Corridoio delle Stimmate, si giunge a un'area del convento caratterizzata da vari piccoli locali; sulla parte destra si apre la Cappella Loddi, con il passaggio verso l'antico romitorio. Più avanti, si accede alla saletta detta Cappella della Croce, con a sinistra l'Oratorio di Sant'Antonio, la Cappella di S. Bonaventura e di S. Sebastiano (quest'ultima che si affaccia sull'esterno del precipizio), mentre sulla sinistra la cappella della Madonna della Scala.
Più in fondo, si accede alla famosa Cappella delle Stimmate, il cuore del santuario, che fu eretta sul luogo dell'evento miracoloso intorno al 1263. L'ambiente a navata unica è coperto da una volta a crociera. Sul pavimento è segnalato da una lapide il luogo dove sarebbe avvenuto il miracolo delle Stimmate. Sopra la porta è un tondo di bottega di Andrea della Robbia e allievi di bottega con la Madonna con Bambino benedicente, del 1480-1485.
Sulla parete di fondo, è posta una monumentale pala centinata, sempre in terracotta invetriata, raffigurante la Crocifissione fra angeli, la Madonna, San Giovanni San Francesco e San Girolamo dolenti, recante gli stemmi della famiglia Alessandri ed eseguita nel 1481 da Andrea della Robbia, la più grande realizzata dall'artista.

### Museo
Nel 2002 è stato inaugurato il nuovo museo della Verna; chiuso nel 1978 a seguito di un furto. Il museo, a ingresso libero, è collocato in sette grandi sale quattrocentesche e comprende ambienti significativi della vita monastica dell’antico convento.
Sono esposti corali miniati del XV secolo, suppellettili liturgiche, parati e dipinti. Vi si trova anche un crocifisso ligneo policromo attribuito a Giovanni Angelo Montorsoli e un busto in ceramica attribuito ad Andrea della Robbia.
Ci è poi la sala dedicata all’antica farmacia e al laboratorio di spezieria, con scaffali, vasi in maiolica, albarelli e alambicchi. Nella zona di clausura si trova un raro esemplare di orologio a colonna del XVIII secolo, firmato Francesco Nuzzi di Rincine, restaurato, è ancora funzionante.
Nel museo si trovano anche strumenti scientifici, come quadranti, clessidre e un calendario perpetuo.

## Aspetti naturalistici

Santuario della Verna - Chiusi della Verna, Arezzo, Italia

### Foresta monumentale de La Verna
Di grande interesse naturalistico è la foresta monumentale de La Verna la quale è giunta fino ai giorni nostri anche grazie alla sapiente opera dei francescani che l'hanno curata nei secoli, in una perfetta armonizzazione tra uomo e natura. Il bosco principale è rappresentato dalla consociazione abete faggio, con esemplari che raggiungono i 50 metri di altezza e diametri fino a 180 cm. Nella zona nord-ovest del santuario è presente la faggeta pura.
La foresta è caratterizzata anche da una straordinaria ricchezza botanica e dalla presenza di una numerosa fauna selvatica che annovera quattro specie di ungulati, il cervo, il daino, il capriolo e il cinghiale, oltre al loro predatore naturale, il lupo. Sono presenti anche numerose specie di uccelli, tra cui i rapaci gufo reale e falco pellegrino.

## Cammino di San Francesco da Rimini a La Verna
Nella Cappella di Santa Maria degli Angeli è conservata una tela del pittore fiorentino Ferdinando Folchi raffigurante l'Incontro tra San Francesco e il conte Orlando Catani presso la rocca di San Leo. Il dipinto è stato ispirato da un fatto storico. Nel 1213, durante il suo viaggio in Romagna, San Francesco predicò presso il castello di Montefeltro (oggi San Leo) in occasione dell'investitura di un cavaliere.
Tra i convenuti alla cerimonia vi era anche il Conte di Chiusi Orlando Catani che, impressionato dalle parole del Santo, decise di donargli il Monte della Verna.
L'episodio è stato tramandato fino a noi e nel 2013, anniversario degli 800 anni, è stato inaugurato il Cammino di San Francesco da Rimini a La Verna, che tocca i luoghi legati al passaggio del santo tra Romagna e Toscana.
È un itinerario spirituale e storico che parte dal mare Adriatico e si inoltra nell’Appennino tosco-romagnolo seguendo a ritroso il percorso del fiume Marecchia. Conta 5 tappe per un totale di 110 chilometri. In località Villa Verucchio (13 km da Rimini) è sito il Convento di Santa Croce. Il monastero fu eretto nel luogo dove il Santo di Assisi trovò un riparo di fortuna. Qui si trova il cipresso che, secondo la tradizione, sarebbe germogliato dal bastone che San Francesco piantò nel terreno. A distanza di otto secoli l'albero dimostra una straordinaria longevità. 
Il Cammino di San Francesco da Rimini a La Verna si innesta sul Cammino di San Vicinio e sul Cammino di Sant'Antonio. A La Verna si ricongiunge con i cammini del centro Italia dedicati alla figura del Santo, delineando un unico percorso nazionale.
Il Cammino è inserito Catalogo dei cammini religiosi italiani del Ministero dei beni e delle attività culturali.